# Hrvatski kup 2006. (ženski vaterpolo)
Hrvatski kup u vaterpolu za žene se igra po kombiniranom jednokružnom turnirskom ligaškom sustavu i kup-sustavu.

## Poluzavršnica
Poluzavršnična natjecanja se igraju u dvije skupine.
- Skupina „A” (turnir u Splitu)

3. studenog: ŽVK Bura - Jug 10:6 

4. studenog: Jug - Zagreb 3:10 

4. studenog: Zagreb - Bura 6:6 
```
Pl Klub   Ut Pb  N Pz Po Pr  Bod
1. Zagreb  3  1  1  0 16: 9   3
2. 
Bura
    3  1  1  0 16:12   3
3. 
Jug
     3  0  0  2  9:20   0
```

- Skupina „B” (turnir u Šibeniku)

3. studenog: Viktoria - Gusar 7:5 

4. studenog: Gusar - Primorje 5:9 

4. studenog: Primorje - Viktoria 10:6
```
Pl Klub    Ut Pb  N Pz Po Pr  Bod
1. 
Primorje
 3  2  0  0 19:11   4
2. 
Viktoria
 3  1  0  1 13:15   2
3. Gusar    3  0  0  2 10:16   0
```

## Završnica
Igralo se u Rijeci. 

25. studenog: Primorje EB - Zagreb 5:2
Osvajačice hrvatskog kupa za 2006. godinu su vaterpolistice riječkog Primorja.